# Ostróg
Ostróg, německy Ostrog, je čtvrť slezského okresního města Racibórz (Ratiboř) ve Slezském vojvodství v jižním Polsku. Nachází se v ohybu řeky Odry.

## Zajímavá místa
- Aquapark H2Ostróg - městský akvapark.
- Budynek przystani żeglarskiej.
- Bulwary Nadodrzańskie.
- Ratibořský hrad (Zamek w Raciborzu) - pochází z desátého století.
- Hradní Kaple svatého Tomáše z Canterbury (Ratiboř) - pochází ze 13. století, gotika.
- Kostel sv. Jana Křtitele - postaven v letech 1856-1866, neogotika.
- Pivovar Ratiboř (Browar Zamkowy).

## Galerie

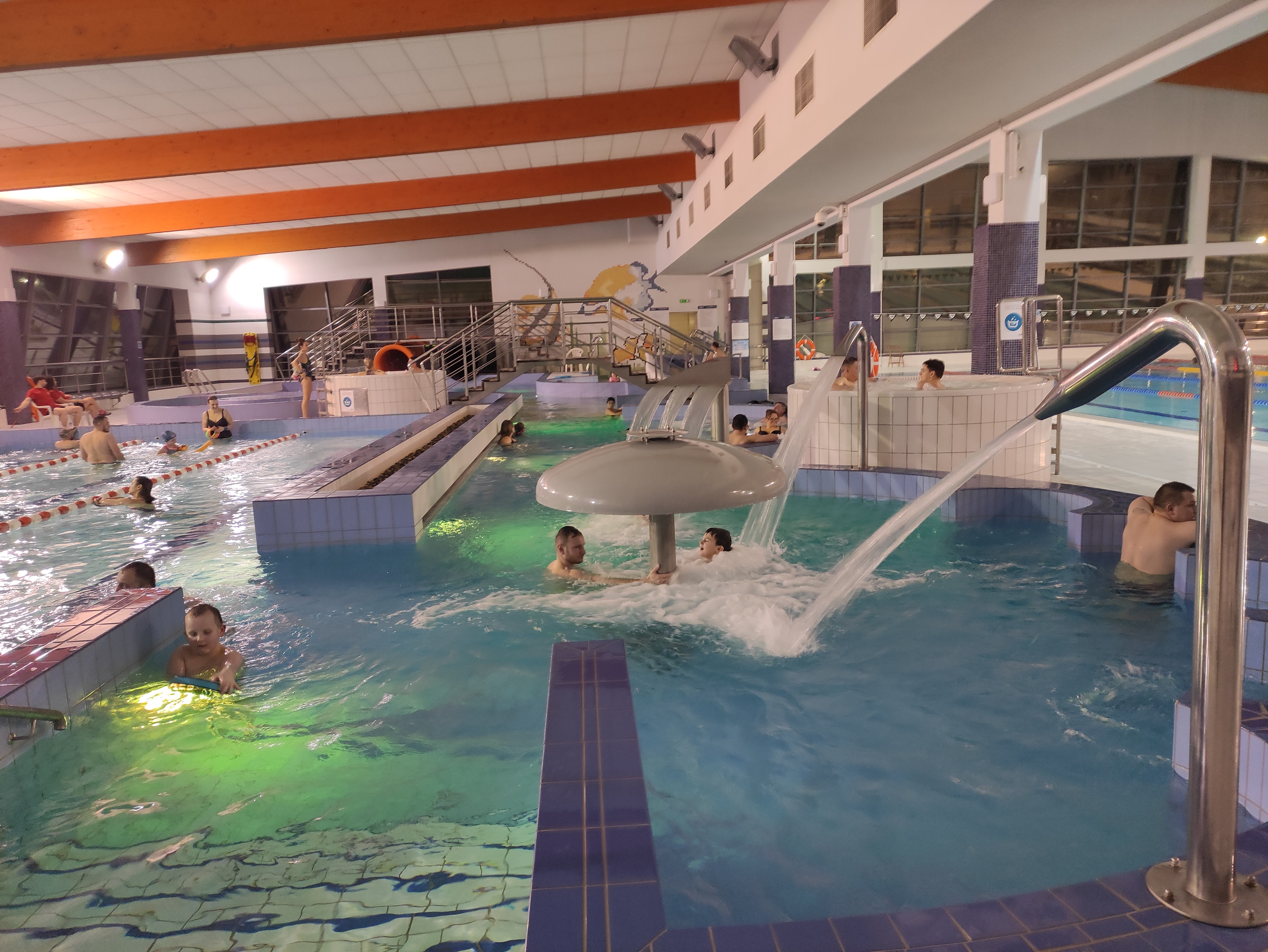
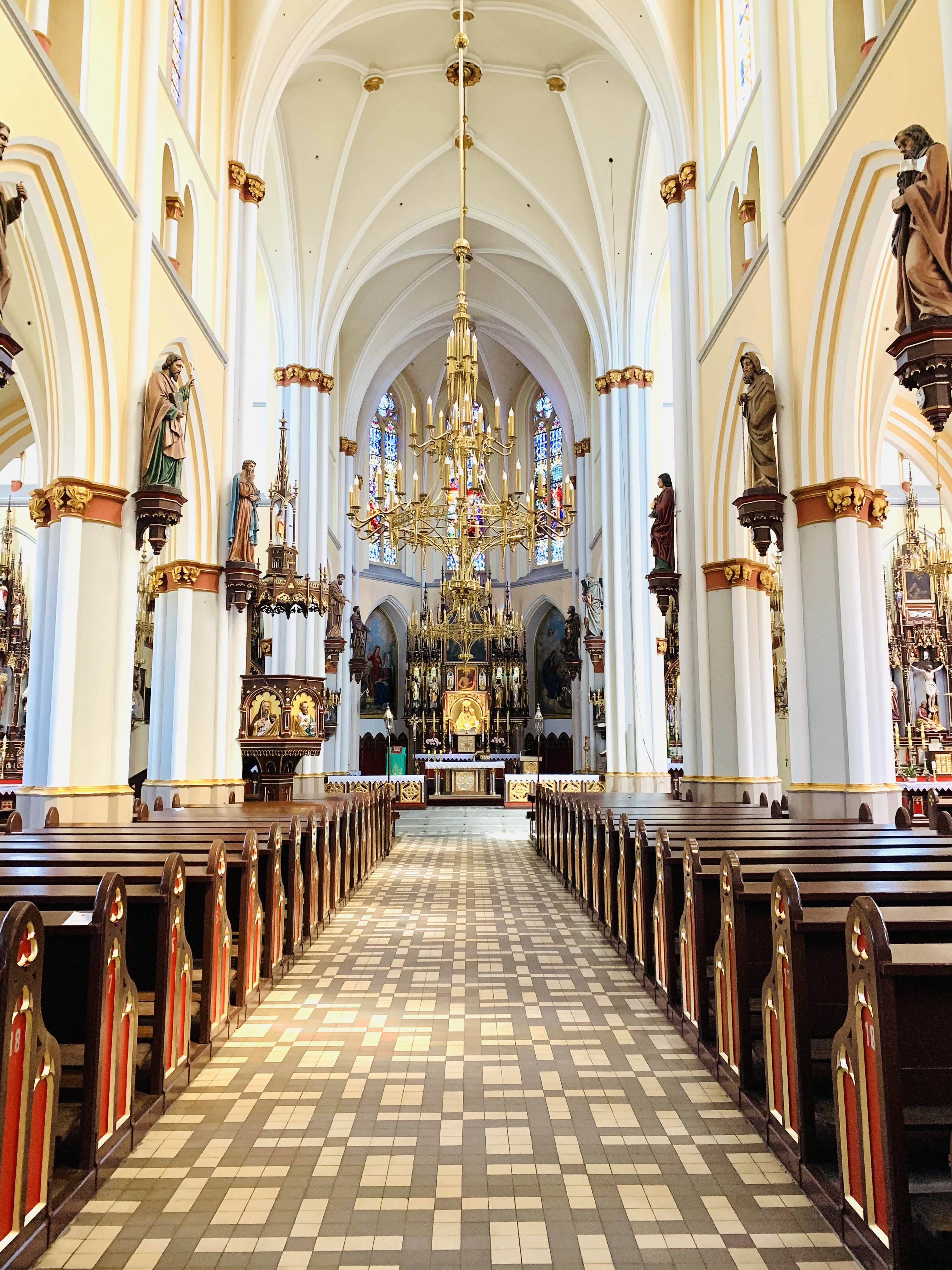
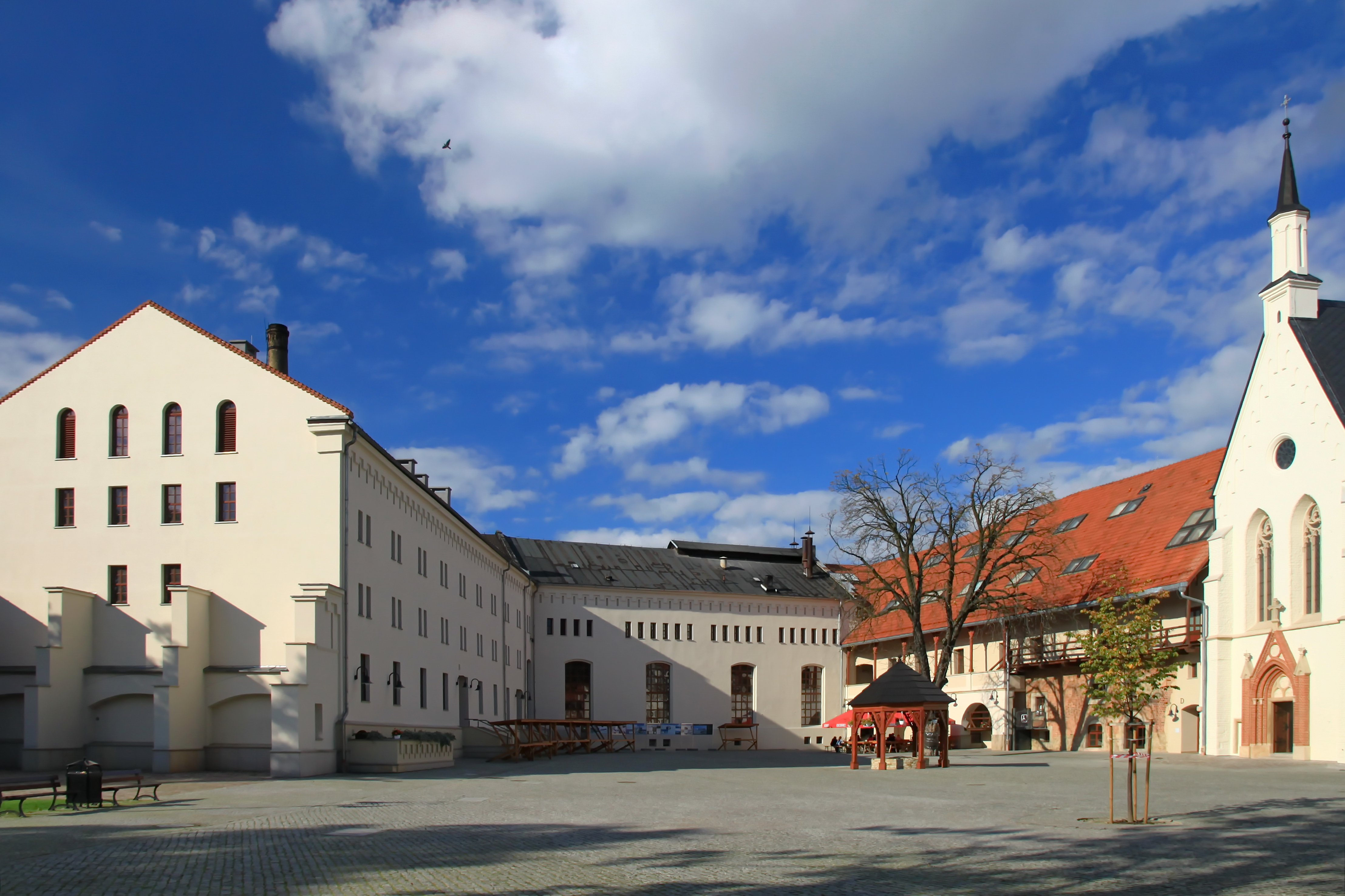
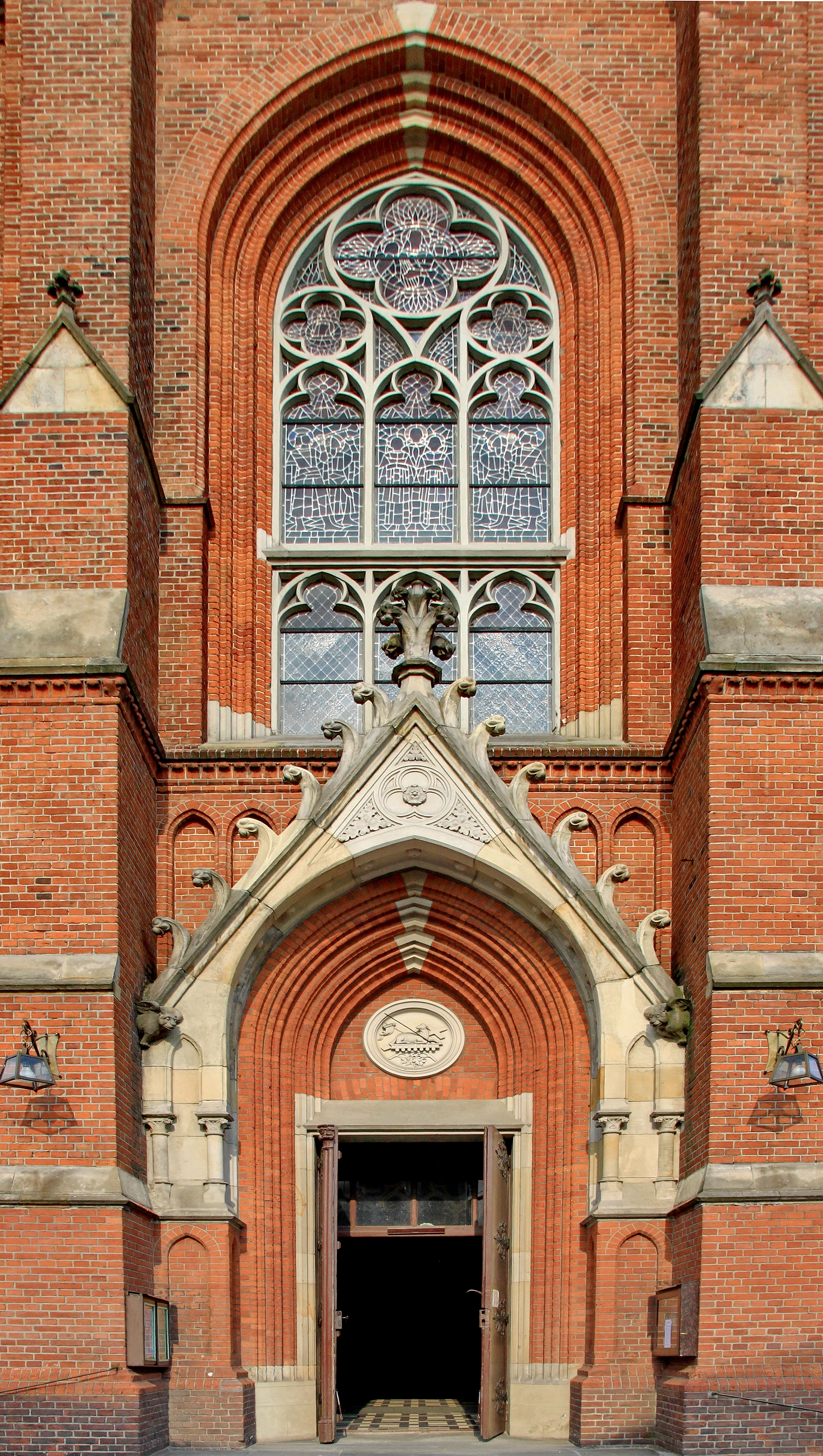
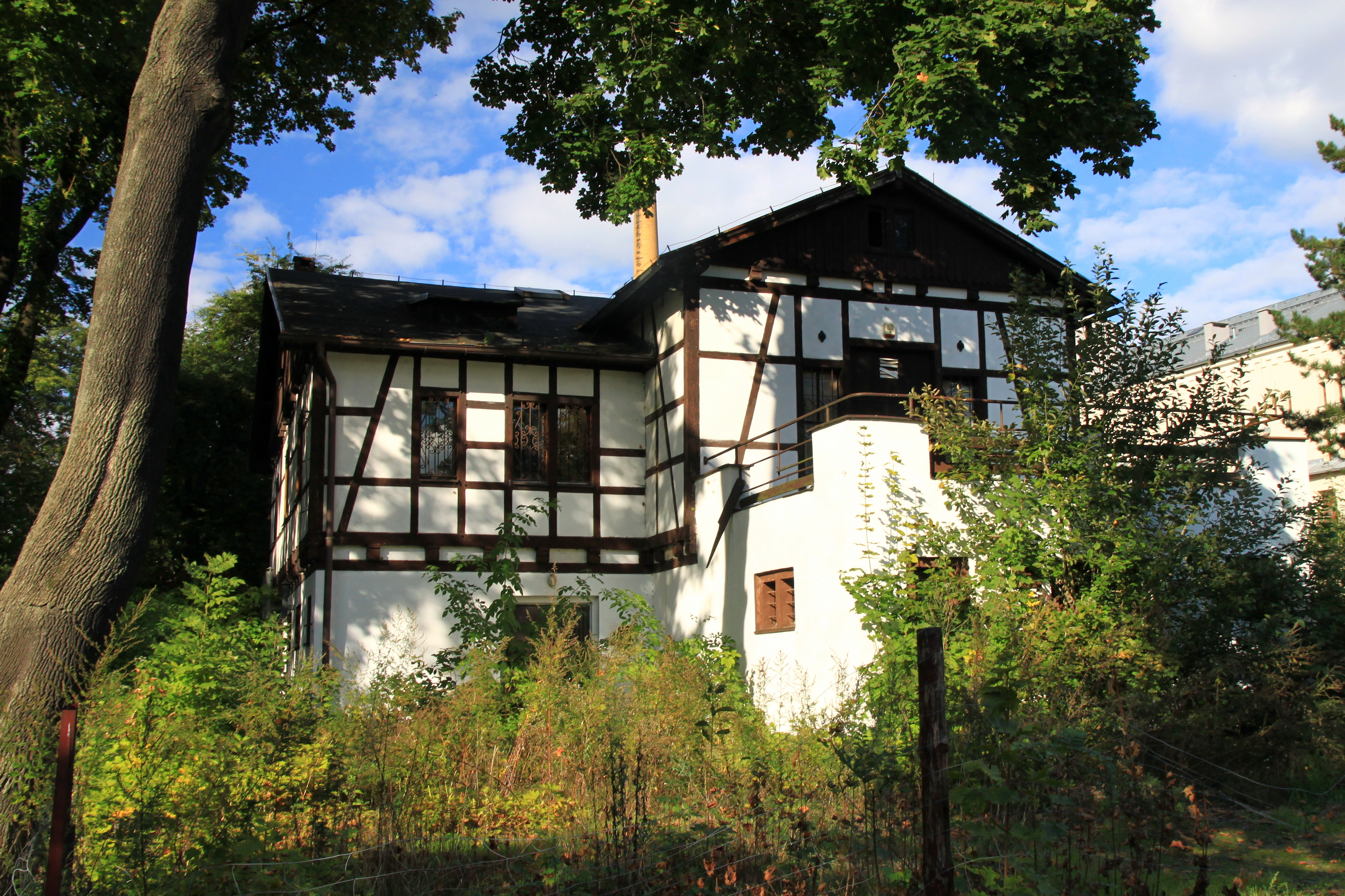
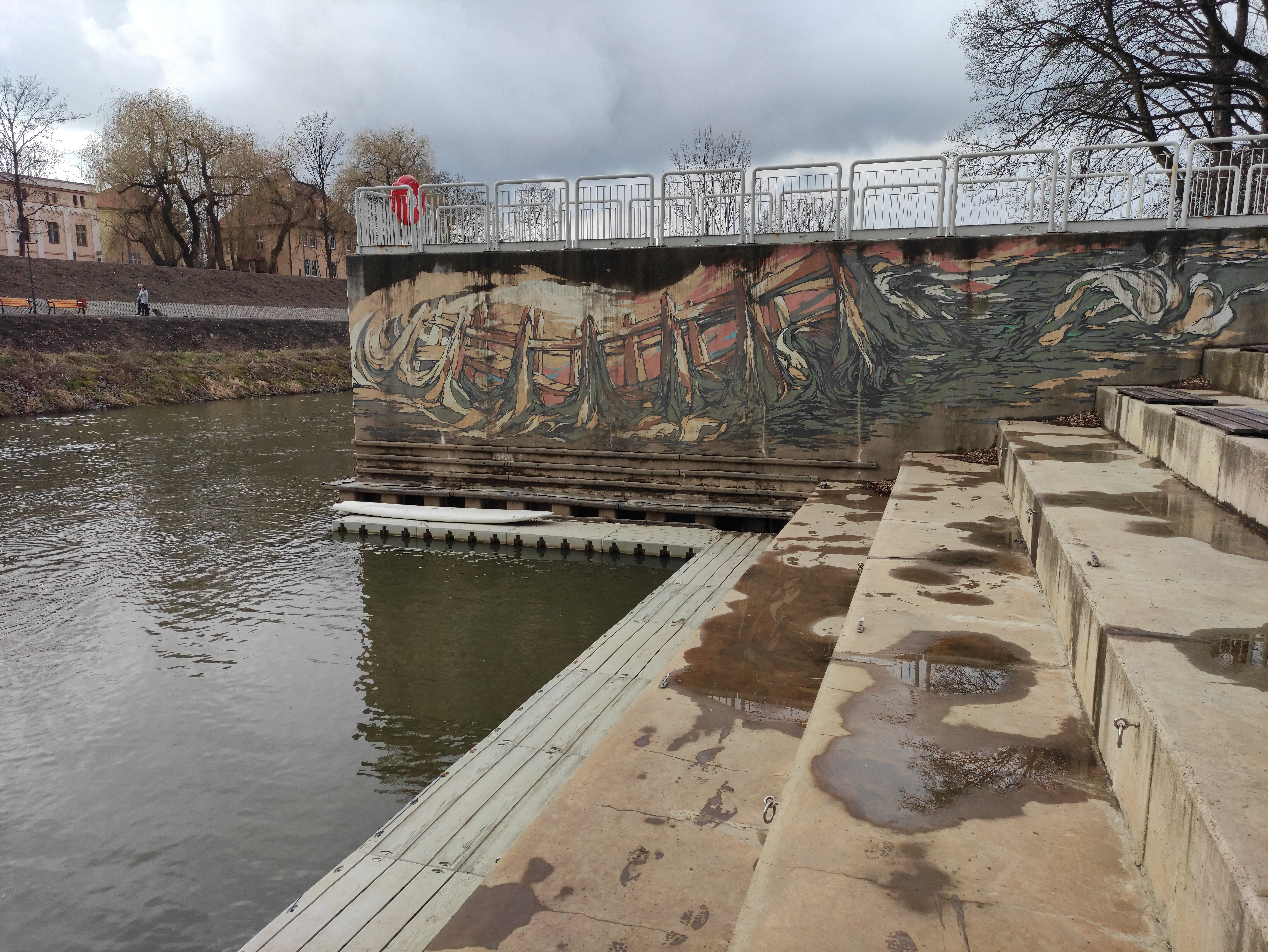
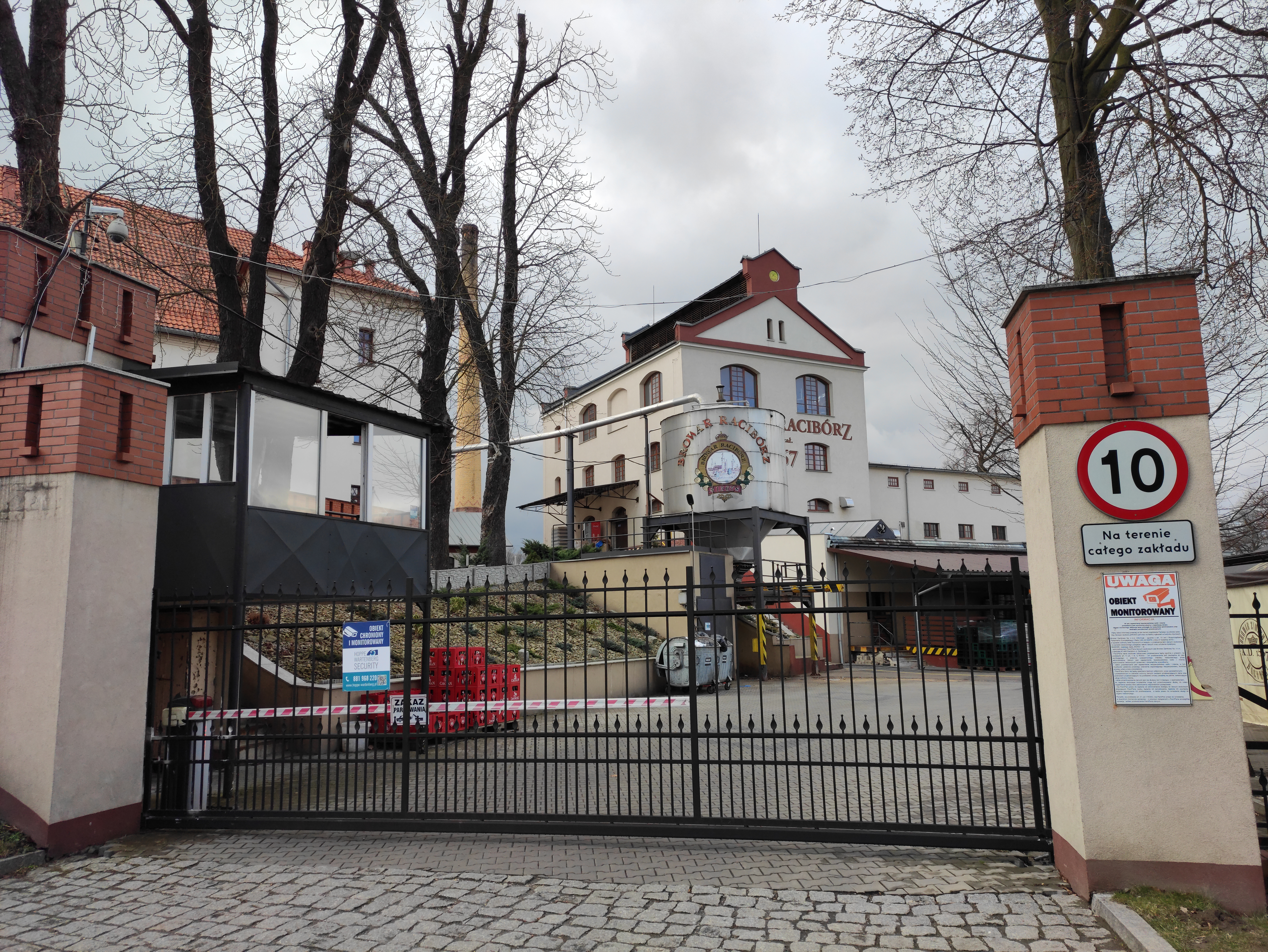
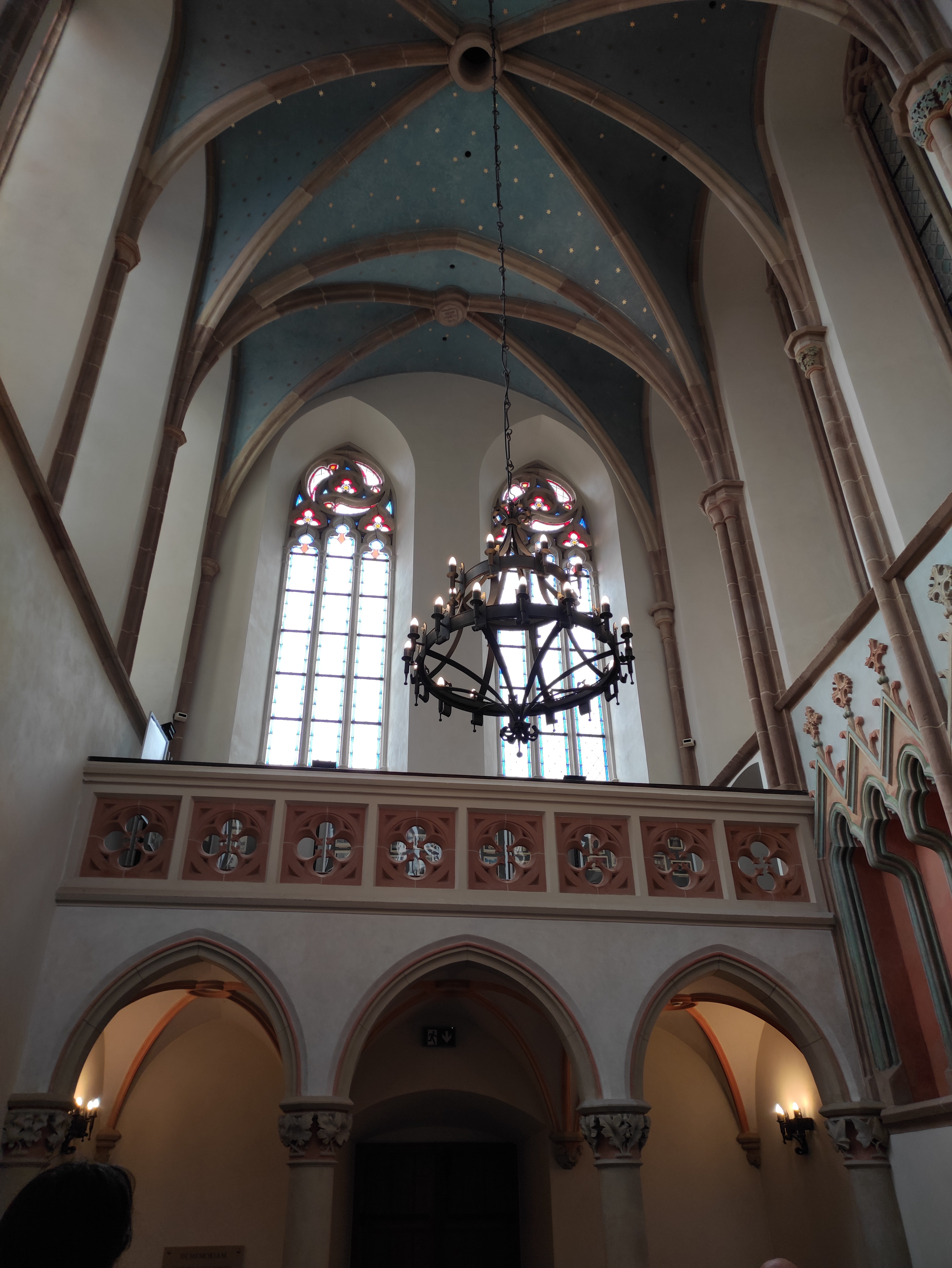